# Yeshayah Steiner
Yeshayah Steiner (ur. 1851, zm. 1925 w Bodrogkeresztúr) — założyciel i pierwszy rabin chasydów Kerestir.
Urodził się w 1851 r. na Węgrzech. Gdy miał 3 lata, jego ojciec zmarł i odtąd wychowywała go matka. W wieku 12 lat został wysłany na naukę do rabina Cwi Hirsza Friedmana, rebego chasydów Liske, autora Ach pri tewua. Po jego śmierci, gdy jego następcą został jego zięć, rabin Chaim Friedlander, autor Tal Chaim, Yeshayah wybrał się do rabina Chaima Halberstama, rebego chasydów z Sącza. Z kolei po jego śmierci został uczniem rabina Mordechaja z Nadwornej, który zasugerował mu, by osiedlił się w Bodrogkeresztur (jid. Kerestir), na Węgrzech. Tak też uczynił. Z czasem rabin Steiner zyskał sławę ważnego chasydzkiego rebego i cudotwórcy. Po śmierci rabina Steinera w 1925 r. przywództwo chasydów Kerestirer objął jego syn, Awraham.
Portret rebego Yeshai Steinera jest używany przez Żydów jako amulet chroniący domostwo przed myszami i niepowodzeniami życia codziennego.
Dynastia chasydów Kerestir jest kontynuowana do dziś i ma silne powiązania z chasydami Satmar.